# 치경 방출음
치경 방출음(齒莖放出音)은 자음의 하나로, 설단과 치경에서 조음하는 방출음이다. IPA 기호는 tʼ이다.
듣기:

## 발음의 예
- 암하라어: ጠ, ጡ, ጢ, ጣ, ጤ, ጥ, ጦ, ጧ의 첫소리에서 이 소리가 난다.
- 나바호어, 케추아어족: tʼ에서 이 소리가 난다.
- 조지아어: ტ에서 이 소리가 난다.
- 오로모어, 월라이타어: x에서 이 소리가 난다.